# Jean-François Bernard
Pour les articles homonymes, voir Bernard et Jean-François Bernard (homonymie).
Jean-François Bernard, né le 2 mai 1962 à Luzy, dans le département de la Nièvre, est un coureur cycliste français, professionnel de 1984 à 1996.

## Biographie

### Jeunes années et carrière amateur
Jean-François Bernard grandit à Aunay-en-Bazois où ses parents tiennent une boucherie. Il s'essaie au cyclisme, sur les conseils de Martin Martinez.
À partir de 1978, il intègre le club de la JGA Nevers (Jeune Garde athlétique).
En 1983, il remporte le Circuit de Saône-et-Loire ; il est alors en sélection de la Nièvre et compte comme équipier Mariano Martinez redevenu amateur. Cette même année, il est champion de France amateur après une échappée solitaire de cent soixante treize kilomètres.
Il est sélectionné pour les Jeux olympiques d'été de 1984 où il finit 6e du 100 km contre-la-montre par équipes.

### Carrière professionnelle
Il passe professionnel le 1er septembre 1984 dans l'équipe La Vie claire. Il devient ainsi coéquipier de Bernard Hinault dont il est présenté, en 1986, comme le successeur.
Puis il intègre l'équipe Toshiba, au compte de laquelle il court de 1987 à 1990.
En 1986, il participe à son premier Tour de France au sein de l'équipe La Vie claire et se trouve donc équipier des deux principaux protagonistes de l'épreuve : Bernard Hinault et Greg LeMond. On raconte alors que la tension est à son comble dans l'équipe de Bernard Tapie, et que la formation est coupée en deux, avec d'un côté le clan des Français (dirigé par Maurice Le Guilloux) et le clan des nord-américains que soutient Paul Koechli. Le journaliste Jacques Chancel le choisit pour raconter chaque jour aux téléspectateurs français ses sensations de néophyte sur la Grande Boucle. C'est dans ce contexte que Jeff remporte sa première étape en s'imposant en solitaire à Gap. La presse française, qui cherche un dauphin à Bernard Hinault, voit alors en Jean-François Bernard un successeur digne du blaireau.
Au cours du Tour de France 1987, il porte le maillot jaune et remporte deux  victoires d'étape en contre-la-montre, dont la 18e étape au Mont Ventoux. Mais une crevaison le jour suivant lors de l'étape de montagne vers Villard-de-Lans lui fait perdre la victoire finale. Il termine 3e derrière l'Irlandais Stephen Roche et l'Espagnol Pedro Delgado. Il remporte le classement du combiné dont il reste le dernier vainqueur français.
L'année suivante, lors du Tour d'Italie 1988, il remporte trois victoires d'étape et porte le maillot rose mais une défaillance lors de la mythique étape du Gavia et une chute dans un tunnel mal éclairé lui coûtent une bonne place au classement général. Touché au dos, il abandonnera avant le contre-le-montre en côté, à trois jours de l'arrivée. Toujours en 1988, malgré tout au firmament de sa notoriété, il enregistre en compagnie de l'éphémère groupe Les Kips, sur une composition de Romano Musumarra (très en vogue à l'époque), une chanson synthpop initialement à destinée publicitaire sur le Tour de France peu de temps avant le début de celui-ci.L'année suivante, il développe de la fibrosis dans son genou gauche et a besoin d'une opération et de mois de récupération.
En 1990, un mal de fesses et une autre opération le contraignent  à abandonner lors du Tour de France 1990.
Il ne confirme jamais son statut de leader, capable de gagner un des grands tours et en 1991 il incorpore l'équipe cycliste professionnelle espagnole Banesto, qui possède à cette époque deux leaders pour les courses à étapes en la personne de Miguel Indurain et Pedro Delgado.
Il fait partie des plus efficaces coéquipiers de Miguel Indurain entre 1991 et 1994, contribuant à sa domination sur le Tour de France.
En septembre 1992, Bernard prolonge son contrat de deux saisons avec l'équipe espagnole.
Finissant sa carrière au sein des équipes Chazal en 1995 et Agrigel – La Creuse en 1996, il fait une belle carrière, remportant cinquante-deux victoires professionnelles, dont Paris-Nice en 1992.

### Consultant sportif et après-carrière
Il est aujourd'hui consultant pour L'Équipe, L'Équipe 21, France-Info après l'avoir été pour Eurosport.
En 2005 fut créée une course cyclosportive amateur pour les plus de 18 ans qui porte son nom dans le département de la Nièvre : la Jean-François Bernard. Elle est organisée par le Vélo Sport Nivernais Morvan avec le concours du Club Cycliste Corbigeois sous l'égide de la Fédération française de cyclisme. Cette épreuve compte pour le trophée de Bourgogne des cyclosportives. Elle a attiré 470 cyclistes le 21 août 2016.

### Vie privée
Il est le père de Julien Bernard, coureur cycliste professionnel comme lui.

## Palmarès

### Palmarès amateur
- 1983
  -  Champion de France sur route amateurs
  - Classement général du Circuit de Saône-et-Loire
  - 2e étape de Paris-Vierzon (contre-la-montre)
  - Flèche d'or européenne (avec Philippe Magnien)
- 1984
  - Ruban Nivernais Morvan
  - Critérium de La Machine
  - 2e étape de Paris-Vierzon (contre-la-montre)
  - 4e étape du Tour du Gévaudan
  - Paris-Fourchambault
  - 2e de Paris-Épernay
  - 2e du Tour du Gévaudan
  - 3e du Tour du Loiret

### Palmarès professionnel
| - 1984 - 5e du Tour de l'Avenir - 1985 - 5ea étape du Tour de Suisse - 2e étape du Tour du Limousin - 4e étape du Tour de l'Avenir (contre-la-montre par équipes) - 3e du Trophée Baracchi (avec Benno Wiss) - 5e du Grand Prix des Nations - 10e du Tour de l'Avenir - 1986 - Lauréat du Prestige Pernod - Tour méditerranéen : - Classement général - 5ea étape (contre-la-montre) - Prologue et 5eb étape (contre-la-montre) du Tour de Romandie - Prologue et 7eb étape du Critérium du Dauphiné libéré - Prologue du Tour d'Armorique - 16e étape du Tour de France - Coppa Sabatini - 2e du Tour de Romandie - 3e du Tour du Piémont - 3e du Grand Prix des Nations - 7e de Paris-Nice - 7e du Critérium du Dauphiné libéré - 9e du Super Prestige Pernod - 1987 - 4e étape de Paris-Nice - 19e étape du Tour d'Italie - Tour de France : - classement du combiné - 18e et 24e étapes du Tour de France (2 contre-la-montre) - Tour d'Émilie - Grand Prix de Rennes - 2e de Paris-Nice - 2e du Grand Prix des Nations - 3e du Tour de France | - 1988 - 1re étape (contre-la-montre), 8e et 15e étapes du Tour d'Italie - 5e du Tour de Romandie - 1989 - 2e étape du Tour du Vaucluse - 1990 - 7eb étape de Paris-Nice (contre-la-montre) - 15e étape du Tour d'Espagne (contre-la-montre) - 7e étape du Herald Sun Tour - 1991 - 4e de la Flèche wallonne - 1992 - Paris-Nice : - Classement général - 9e étape (contre-la-montre) - Classement général du Critérium international - Circuit de la Sarthe : - Classement général - 4e étape (contre-la-montre) - 4eb étape du Tour du Limousin (contre-la-montre) - 3e étape du Tour de Catalogne - 2e du Grand Prix de Navarre - 3e de Liège-Bastogne-Liège - 5e du Tour de Catalogne - 10e du championnat du monde sur route - 1993 - Circuit de la Sarthe : - Classement général - 4ea étape (contre-la-montre) - 2e du Grand Prix de Plouay - 1994 - 8e de Paris-Nice |  |

## Résultats sur les grands tours

### Tour de France
9 participations
- 1986 : 12e, vainqueur de la 16e étape
- 1987 : 3e, vainqueur du  classement du combiné et des 18e et 24e étapes (2 contre-la-montre),  maillot jaune pendant 1 jour
- 1988 : abandon (15e étape)
- 1990 : abandon (11e étape)
- 1991 : 14e
- 1992 : 39e
- 1993 : 49e
- 1994 : 17e
- 1995 : 34e

### Tour d'Italie
3 participations
- 1987 : 16e, vainqueur de la 19e étape
- 1988 : non-partant (18e étape), vainqueur des 1re (contre-la-montre), 8e et 15e étapes,  maillot rose pendant 3 jours
- 1991 : 14e

### Tour d'Espagne
3 participations
- 1990 : 59e, vainqueur de la 15e étape (contre-la-montre)
- 1993 : abandon (5e étape)
- 1995 : abandon (3e étape)